# Stanskogel
Stanskogel – szczyt w Alpach Lechtalskich, części Północnych Alp Wapiennych. Leży w Austrii w kraju związkowym Tyrol. Szczyt można zdobyć ze schroniska Leutkircher Hütte (2251 m).